# 高田幹子
高田幹子（日语：／ Takada Mikiko，1955年—），後改名宇衛幹子，已退役日本女子羽球運動員。 
高田幹子與德田敦子曾贏得1977年及1978年全日本綜合羽球錦標賽女子雙打冠軍。在國際賽方面，高田幹子與德田敦子贏得1978年全英羽球公開錦標賽女子雙打冠軍。隔年兩人再度合作，不過在決賽輸給印尼組合維拉華蒂與黃祖金而得到亞軍。兩人也贏得1979年初丹麥羽球公開賽的女子雙打冠軍。高田幹子幫助日本隊在1978年和1981年的優霸盃比賽中贏得冠軍。